# Selección femenina de fútbol sub-19 de Andorra
La selección femenina de fútbol sub-19 de Andorra es el equipo representativo de dicho país en las competiciones oficiales. Su organización está a cargo de la Federación Andorrana de Fútbol, miembro de la UEFA y la FIFA.
Ha participado en 1 etapa clasificatoria al Campeonato Europeo Femenino Sub-19 de la UEFA hasta la edición 2022.

## Partidos
| Fecha      | Ciudad           | Competición                               | Racha | Local           |                            | Resultado |                       | Visitante  |
| ---------- | ---------------- | ----------------------------------------- | ----- | --------------- | -------------------------- | --------- | --------------------- | ---------- |
| 19/10/2021 | Andorra la Vieja | Clasificación para el Europeo sub-19 2022 | No    | Andorra         | Bandera de Andorra         | 0:3       | Bandera de Gales      | Gales      |
| 22/10/2021 | Andorra la Vieja | Clasificación para el Europeo sub-19 2022 | No    | Andorra         | Bandera de Andorra         | 0:1       | Bandera de Albania    | Albania    |
| 25/10/2021 | Andorra la Vieja | Clasificación para el Europeo sub-19 2022 | Sí    | Andorra         | Bandera de Andorra         | 1:0       | Bandera de Moldavia   | Moldavia   |
| 5/4/2022   | Andorra la Vieja | Clasificación para el Europeo sub-19 2022 | Sí    | Andorra         | Bandera de Andorra         | 1:0       | Bandera de Georgia    | Georgia    |
| 8/4/2022   | Andorra la Vieja | Clasificación para el Europeo sub-19 2022 | No    | Andorra         | Bandera de Andorra         | 0:6       | Bandera de Eslovaquia | Eslovaquia |
| 11/4/2022  | Andorra la Vieja | Clasificación para el Europeo sub-19 2022 | Sí    | Andorra         | Bandera de Andorra         | 3:1       | Bandera de Armenia    | Armenia    |
| 8/10/2022  | Almaty           | Clasificación para el Europeo sub-19 2023 | No    | República Checa | Bandera de República Checa | 12:0      | Bandera de Andorra    | Andorra    |
| 11/10/2022 | Almaty           | Clasificación para el Europeo sub-19 2023 | No    | Kazajistán      | Bandera de Kazajistán      | 2:0       | Bandera de Andorra    | Andorra    |
| 1/4/2023   | Vilna            | Clasificación para el Europeo sub-19 2023 | Sí    | Turquía         | Bandera de Turquía         | 0:3       | Bandera de Andorra    | Andorra    |
| 4/4/2023   | Vilna            | Clasificación para el Europeo sub-19 2023 | No    | Moldavia        | Bandera de Moldavia        | 1:0       | Bandera de Andorra    | Andorra    |
| 7/4/2023   | Vilna            | Clasificación para el Europeo sub-19 2023 | No    | Lituania        | Bandera de Lituania        | 6:1       | Bandera de Andorra    | Andorra    |

## Estadísticas

### Copa Mundial Femenina de Fútbol Sub-20
| Año                     | Fase         | Posición     | PJ           | PG           | PE           | PP           | GF           | GC           |
| ----------------------- | ------------ | ------------ | ------------ | ------------ | ------------ | ------------ | ------------ | ------------ |
| Canadá 2002             | No participó | No participó | No participó | No participó | No participó | No participó | No participó | No participó |
| Tailandia 2004          | No participó | No participó | No participó | No participó | No participó | No participó | No participó | No participó |
| Rusia 2006              | No participó | No participó | No participó | No participó | No participó | No participó | No participó | No participó |
| Chile 2008              | No participó | No participó | No participó | No participó | No participó | No participó | No participó | No participó |
| Alemania 2010           | No participó | No participó | No participó | No participó | No participó | No participó | No participó | No participó |
| Japón 2012              | No participó | No participó | No participó | No participó | No participó | No participó | No participó | No participó |
| Canadá 2014             | No participó | No participó | No participó | No participó | No participó | No participó | No participó | No participó |
| Papúa Nueva Guinea 2016 | No participó | No participó | No participó | No participó | No participó | No participó | No participó | No participó |
| Francia 2018            | No participó | No participó | No participó | No participó | No participó | No participó | No participó | No participó |
| Costa Rica 2022         | No participó | No participó | No participó | No participó | No participó | No participó | No participó | No participó |
| Colombia 2024           | No participó | No participó | No participó | No participó | No participó | No participó | No participó | No participó |
| Polonia 2026            | en disputa   | en disputa   | en disputa   | en disputa   | en disputa   | en disputa   | en disputa   | en disputa   |

### Campeonato Europeo Femenino Sub-19 de la UEFA
| Año                                           | Fase         | Posición     | PJ           | PG           | PE           | PP           | GF           | GC           |
| --------------------------------------------- | ------------ | ------------ | ------------ | ------------ | ------------ | ------------ | ------------ | ------------ |
| Campeonato Europeo Femenino Sub-18 de la UEFA |              |              |              |              |              |              |              |              |
| 1998                                          | No participó | No participó | No participó | No participó | No participó | No participó | No participó | No participó |
| 1999                                          | No participó | No participó | No participó | No participó | No participó | No participó | No participó | No participó |
| 2000                                          | No participó | No participó | No participó | No participó | No participó | No participó | No participó | No participó |
| 2001                                          | No participó | No participó | No participó | No participó | No participó | No participó | No participó | No participó |
| Campeonato Europeo Femenino Sub-19 de la UEFA |              |              |              |              |              |              |              |              |
| 2002                                          | No participó | No participó | No participó | No participó | No participó | No participó | No participó | No participó |
| 2003                                          | No participó | No participó | No participó | No participó | No participó | No participó | No participó | No participó |
| 2004                                          | No participó | No participó | No participó | No participó | No participó | No participó | No participó | No participó |
| 2005                                          | No participó | No participó | No participó | No participó | No participó | No participó | No participó | No participó |
| 2006                                          | No participó | No participó | No participó | No participó | No participó | No participó | No participó | No participó |
| 2007                                          | No participó | No participó | No participó | No participó | No participó | No participó | No participó | No participó |
| 2008                                          | No participó | No participó | No participó | No participó | No participó | No participó | No participó | No participó |
| 2009                                          | No participó | No participó | No participó | No participó | No participó | No participó | No participó | No participó |
| 2010                                          | No participó | No participó | No participó | No participó | No participó | No participó | No participó | No participó |
| 2011                                          | No participó | No participó | No participó | No participó | No participó | No participó | No participó | No participó |
| 2012                                          | No participó | No participó | No participó | No participó | No participó | No participó | No participó | No participó |
| 2013                                          | No participó | No participó | No participó | No participó | No participó | No participó | No participó | No participó |
| 2014                                          | No participó | No participó | No participó | No participó | No participó | No participó | No participó | No participó |
| 2015                                          | No participó | No participó | No participó | No participó | No participó | No participó | No participó | No participó |
| 2016                                          | No participó | No participó | No participó | No participó | No participó | No participó | No participó | No participó |
| 2017                                          | No participó | No participó | No participó | No participó | No participó | No participó | No participó | No participó |
| 2018                                          | No participó | No participó | No participó | No participó | No participó | No participó | No participó | No participó |
| 2019                                          | No participó | No participó | No participó | No participó | No participó | No participó | No participó | No participó |
| 2020                                          | Cancelado    | Cancelado    | Cancelado    | Cancelado    | Cancelado    | Cancelado    | Cancelado    | Cancelado    |
| 2021                                          | Cancelado    | Cancelado    | Cancelado    | Cancelado    | Cancelado    | Cancelado    | Cancelado    | Cancelado    |
| 2022                                          | No clasificó | No clasificó | No clasificó | No clasificó | No clasificó | No clasificó | No clasificó | No clasificó |
| 2023                                          | No clasificó | No clasificó | No clasificó | No clasificó | No clasificó | No clasificó | No clasificó | No clasificó |
| 2024                                          | No clasificó | No clasificó | No clasificó | No clasificó | No clasificó | No clasificó | No clasificó | No clasificó |
| 2025                                          | Por disputar | Por disputar | Por disputar | Por disputar | Por disputar | Por disputar | Por disputar | Por disputar |
| 2026                                          | Por disputar | Por disputar | Por disputar | Por disputar | Por disputar | Por disputar | Por disputar | Por disputar |
| 2027                                          | Por disputar | Por disputar | Por disputar | Por disputar | Por disputar | Por disputar | Por disputar | Por disputar |